# リトル・クリスマス
リトル・クリスマス（英語: Little Christmas、「小クリスマス」）あるいはオールド・クリスマス（英語: Old Christmas、「旧クリスマス」）は、アイルランドのキリスト教徒やアーミッシュなどが祭日として祝う1月6日を指す際に用いる呼称である。アイルランドでは「女のクリスマス」を意味するウィメンズ・クリスマス （英語: Women's Christmas）やノレグ・ナ・マン （アイルランド語: Nollaig na mBan）などとも呼ばれている。この日は、他の地域ではクリスマスの12日が終わった後に祝われる公現祭の祝日としてより広く知られており、伝統的にクリスマスシーズンの終わりの日とされている。アイルランドではこの日は男性が家事を行い、女性たちは休んでお祝いをする習慣がある。

## 起源
教会暦の違いのため、4世紀には既にローマ帝国東部の教会は1月6日に、ローマ帝国西部の教会は12月25日にクリスマスを祝っていた。このため、伝統的に1月6日とされる公現祭を時として「オールド・クリスマス」や「オールド・クリスマス・デイ」に相当する名前で呼んでいる地域がある。

## 各地の文化

### アイルランドのウィメンズ・クリスマス
アイルランドではリトル・クリスマスはウィメンズ・クリスマスあるいはノレグ・ナ・マン (アイルランド語: Nollaig na mBan、「女のクリスマス」の意味) とも呼ばれ、ウィメンズ・リトル・クリスマスと言われることもある。この日はアイルランドでは男性が家事を担当するためこう呼ばれており、コークやケリーでは現代になってもそうした伝統が根強く残っていた。ウィメンズ・クリスマスにはガチョウを食べる習慣がある。友人、姉妹、母、おばなどと一緒にこの日を祝うためにパーティや外出をする女性もおり、このため1月6日の夜はバーやレストランで女性のパーティがよく開かれている。日本の「女正月」に似ているとされることもある。アイルランドの大統領であったメアリー・ロビンソンは1991年の1月6日に女性の囚人たちとともにミサに出席したことがある。
アイルランドではクリスマスツリーその他のデコレーションをこの日に取り外す習慣がある。女性は休むので、男性がクリスマス飾りの片付けなどを行う。西方教会信徒が多い地域では、クリスマスのデコレーションを片付ける日は十二夜か、この日に片付けない場合は聖燭祭である。
「リトル・クリスマス」はアイルランドのセット・ダンスのフィギュアを指す言葉としても使われる。 

### 北米
アーミッシュは1月6日を「オールド・クリスマス」と呼んでクリスマスに似たお祝いをするが、贈り物の交換はしない。
1月6日にクリスマスを祝う習慣は、アメリカ東部のアパラチアに伝わったイングランドの民謡である「チェリー・トリー・キャロル」(Cherry-Tree Carol) の歌詞に残っており、C・R・ヤングの『南アパラチアのオールド・クリスマスの祝いの習慣』(The Observance of Old Christmas in Southern Appalachia) ではこのことが触れられている。

## 1月6日以外の「リトル・クリスマス」

### ブリテン諸島
スコットランドのハイランド地方では「リトル・クリスマス」を意味するスコットランド・ゲール語の　"Nollaig Bheag"　という言葉は元日を指し、この日は "Là Challuinn" あるいは "Là na Bliadhna Ùire" などとも呼ばれている。公現祭はLà Féill nan Rìghと呼ばれる。マン島では1月1日はかつてマン島語で「リトル・クリスマス・デイ」を意味する "Laa Nolick beg" と呼ばれており、1月6日はオールド・クリスマス・デイと呼ばれていた。 

### その他の地域
スカンディナヴィアではクリスマスの主要なお祝いはクリスマス・イヴに行われ、デンマーク語では12月23日の夜が「リトル・クリスマス・イヴ」を意味する "lillejuleaften" と呼ばれる。